# Eduardo Prado Coelho
Eduardo de Almeida do Prado Coelho (Lisboa, Santa Isabel, 29 de Março de 1944 – Lisboa, 25 de Agosto de 2007) foi um professor, escritor e ensaísta português.

## Biografia
Filho do professor Jacinto de Almeida do Prado Coelho e de sua mulher Dália dos Reis de Almeida, cresceu em Lisboa e licenciou-se em Filologia Românica, na Faculdade de Letras da Universidade de Lisboa. Na mesma instituição viria a obter o doutoramento, com uma tese intitulada A Noção de Paradigma nos Estudos Literários. Foi assistente da Faculdade de Letras da Universidade de Lisboa, entre 1970 e 1983. Em 1984 tornou-se professor associado da Faculdade de Ciências Sociais e Humanas da Universidade Nova de Lisboa. Como professor convidado, leccionou ainda no Curso de Comunicação Social e Cultural da Universidade Lusófona, bem como no Departamento de Estudos Ibéricos da Universidade de Paris III.
Militante do Partido Comunista Português em 1974 e 1975 durante o Processo Revolucionário em Curso, Prado Coelho ocupou vários cargos públicos, tendo sido director-geral de Acção Cultural, organismo criado com a Revolução de Abril, entre 1975 e 1986, conselheiro cultural na Embaixada de Portugal em Paris, entre 1989 e 1999, comissário de Literatura e Teatro na Europália Portuguesa, em 1990, director da Delegação de Paris do Instituto Camões, entre 1997 e 1998, e representante de Portugal no Salon du Livre, em 2000. Além disso integrou o Conselho Directivo do Centro Cultural de Belém, o Conselho Superior do Instituto do Cinema, Audiovisual e Multimédia e o Conselho de Opinião da RDP e da RTP.
Teve ampla colaboração em jornais e revistas e publicou uma crónica semanal no jornal Público até à data da sua morte. Da sua bibliografia ensaística, destacam-se Os Universos da Crítica, O Reino Flutuante, A palavra sobre a palavra, A letra litoral, A mecânica dos fluidos, A noite do mundo, além de um diário, intitulado Tudo o que não escrevi. Publicou nos seus últimos anos de vida Diálogos sobre a fé, com D. José Policarpo, e Dia Por Ama, com Ana Calhau. Em 1996 recebeu o Grande Prémio de Literatura Autobiográfica da Associação Portuguesa de Escritores, em 2004, o Grande Prémio de Crónica João Carreira Bom, e em 2004, o Prémio Arco-íris, da Associação ILGA Portugal, pelo seu contributo para a igualdade baseada na orientação sexual.
Casou pela primeira vez em Lisboa a 2 de Janeiro de 1967 com Maria Eduarda Ovelheira dos Reis Colares, de quem teve uma filha, a jornalista Alexandra Prado Coelho, e de quem se divorciou, casando ela pela segunda vez com Lauro António. Casou ele pela segunda vez na Figueira da Foz a 14 de Novembro de 1979 com Maria Teresa Alves Tocha, sem geração, e casou pela terceira vez em Cascais a 20 de Fevereiro de 1998 com Maria da Conceição Campina Caleiro, sem geração, de quem se divorciou para viver com a escritora Maria Manuel Viana, sua companheira até ao fim da vida.
Foi agraciado com os seguintes graus das Ordens Honoríficas portuguesas: Comendador da Ordem do Mérito (6 de Setembro de 1990), Oficial da Ordem do Infante D. Henrique (9 de Dezembro de 1991) e Grande-Oficial da Ordem Militar de Sant'Iago da Espada (30 de Janeiro de 2006).

## Obras
- O Reino Flutuante: exercícios sobre a razão e o discurso (1972)
- A palavra sobre a palavra (1972)
- Poesia, prosa, com Maria Alzira Seixo (1974)
- Hipóteses de Abril (1975)
- Poesia + Prosa: séculos XIX e XX, com Maria Alzira Seixo (1977)
- A letra litoral: ensaios sobre a literatura e seu ensino (1979)
- Os universos da crítica: paradigmas nos estudos literários (1982)
- Vinte anos de cinema português: 1962-1982 (1983)
- Pessoa-Soares e a cultura em língua francesa (1983)
- A confissão de Eduardo ou o último a saber: notas para uma leitura de Sedução de José Marmelo e Silva (1984)
- A mecânica dos fluídos: literatura, cinema, teoria (1984)
- A "nouvelle critique" em Portugal (1984)
- Os universos da crítica: paradigmas nos estudos literários (1987)
- A noite do mundo (1987)
- Tudo o que não escrevi: diário (1992)
- Para Óscar Lopes (1996)
- Uma homenagem a Óscar Lopes (1996)
- O cálculo das sombras (1997)